# Castillo de Saint-Saturnin

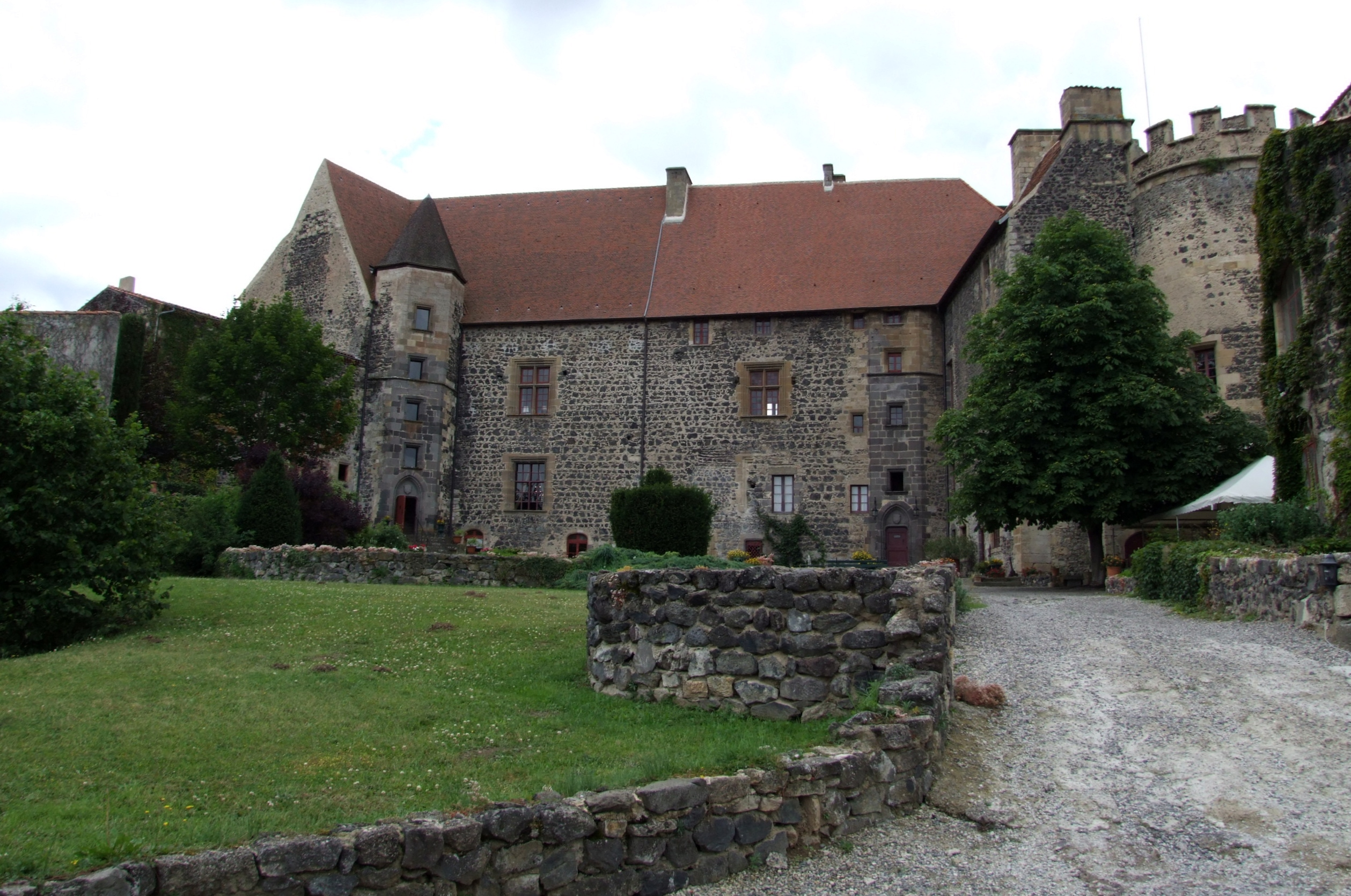
Castillo de Saint-Saturnin.

El castillo de Saint-Saturnin es una fortaleza medieval, construida en el siglo XIII, situada en la comuna de Saint-Saturnin en Auvernia, Francia, clasificado como monumento histórico de Francia desde el año 1889. 
Construido por la casa de La Tour d’Auvergne en el año 1281, perteneció en su momento a las reinas francesas Catalina de Médici y Margarita de Valois. Conservando los elementos estructurales típicos de la arquitectura militar de la Edad Media, fue restaurado y ampliado con elementos del Renacimiento, a finales del siglo XV.
Posee una triple muralla con torres almenadas. El edificio principal está flanqueada por dos torres que datan de los siglos XIV y XV. Desde su torre del homenaje y su camino de ronda, se aprecia la zona estratégica donde fue construido, abarcando una magnífica panorámica de los alrededores. 
También posee un jardín francés. 